# イランの郡の一覧
イランの郡（シャフレスターン）の一覧を示す。市と訳されるシャフルについてはイランの都市の一覧（語源はアケメネス朝ペルシアのサトラップ）を参照。また地方行政区画の制度についてはイランの地方行政区画を参照。以下は
- 郡名カナ転写（他言語版リンク） - ペルシア語表記 - 郡中心市

の形式で一覧としている。

## 東アーザルバーイジャーン州
- アーザルシャフル郡（ペルシア語版、英語版）  - آذرشهر - アーザルシャフル
- アジャブシール郡（英語版）  - عجبشیر - アジャブシール
- アハル郡（ペルシア語版、英語版）  - اهر - アハル
- ヴァルザガーン郡（ペルシア語版、英語版）  - ورزقان - ヴァルザガーン
- オスクー郡（ペルシア語版、英語版）  - اسکو - オスクー
- キャレイバル郡（ペルシア語版、英語版）  - کلیبر - キャレイバル
- サラーブ郡（ペルシア語版、英語版）  - سراب - サラーブ
- シャベスタル郡（ペルシア語版、英語版）  - شبستر - シャベスタル
- ジョルファー郡（ペルシア語版、英語版）  - جلفا - ジョルファー
- タブリーズ郡（ペルシア語版、英語版）  - تبریز - タブリーズ
- チャーラー・イマーグ郡（ペルシア語版、英語版）  - چاراویماق - ガルエアーガージュ
- ハシュトルード郡（ペルシア語版、英語版）  - هشترود - ハシュトルード
- バナーブ郡（ペルシア語版、英語版）  - بناب - バナーブ
- ヘリース郡（ペルシア語版、英語版）  - هریس - ヘリース
- ボスターナーバード郡（英語版）  - بستانآباد - ボスターナーバード
- マラーゲ郡（ペルシア語版、英語版）  - مراغه - マラーゲ
- マランド郡（ペルシア語版、英語版）  - مرند - マランド
- マレカーン郡（ペルシア語版、英語版）  - ملکان - マレカーン
- ミヤーネ郡（ペルシア語版、英語版）  - میانه - ミヤーネ

## 西アーザルバーイジャーン州
- オシュナヴィーイェ郡（ペルシア語版、英語版）  - اشنویه - オシュナヴィーイェ
- オルーミーイェ郡（ペルシア語版、英語版）  - ارومیه - オルーミーイェ
- サルダシュト郡（ペルシア語版、英語版）  - سردشت - サルダシュト
- サルマース郡（ペルシア語版、英語版）  - سلماس - サルマース
- シャーヒーン・デジュ郡（英語版）  - شاهیندژ - シャーヒーン・デジュ
- タカーブ郡（ペルシア語版、英語版）  - تکاب - タカーブ
- チャールデラーン郡（ペルシア語版、英語版）  - چالدران - スィヤフチェシュメ
- ナガデ郡（ペルシア語版、英語版）  - نقده - ナガデ
- ピーラーンシャフル郡（ペルシア語版、英語版）  - پیرانشهر - ピーラーンシャフル
- ブーカーン郡（ペルシア語版、英語版）  - بوکان - ブーカーン
- ホイ郡（ペルシア語版、英語版）  - خوی - ホイ
- マークー郡（ペルシア語版、英語版）  - ماکو - マークー
- マハーバード郡（ペルシア語版、英語版）  - مهاباد - マハーバード
- ミヤーンドアーブ郡（ペルシア語版、英語版）  - میاندوآب - ミヤーンドアーブ

## アルダビール州
- アルダビール郡（ペルシア語版、英語版）  - اردبیل - アルダビール
- アスラーンドゥーズ郡（ペルシア語版、英語版） - アスラーンドゥーズ
- ゲルミー郡（ペルシア語版、英語版）  - گِرمی - ゲルミー
- コウサル郡（ペルシア語版、英語版）  - کوثر - ギーヴィー
- サルエイン郡（ペルシア語版、英語版） - サルエイン
- ナミーン郡（ペルシア語版、英語版）  - نَمین - ナミーン
- ニール郡（ペルシア語版、英語版）  - نیر - ニール
- パールサーバード郡（英語版）  - پارسآباد - パールサーバード
- ハルハール郡（ペルシア語版、英語版）  - خلخال - ハルハール
- ビーラサヴァール郡（英語版）  -  بیلهسوار - ビーラサヴァール
- メシュギーンシャフル郡（英語版）  - مِشگینشهر - メシュギーンシャフル

## アルボルズ州
- キャラジ郡（ペルシア語版、英語版）  - کرج - キャラジ
- サーヴォジュボラーグ郡（ペルシア語版、英語版）  - ساوجبلاغ - ハシュトゲルド
- ターレガーン郡（ペルシア語版、英語版） - طالقان - ターレガーン
- ナザラーバード郡（ペルシア語版、英語版）  - نظرآباد - ナザラーバード

## イーラーム州
- アーブダーナーン郡（ペルシア語版、英語版）  - آبدانان - アーブダーナーン
- イーラーム郡（ペルシア語版、英語版）  -  ایلام - イーラーム
- エイヴァーン郡（ペルシア語版、英語版）  - ایوان - エイヴァーン
- シールヴァーン郡（ペルシア語版、英語版）  - شهرستان سیروان - ルーマール
- チャルダーヴォル郡（ペルシア語版、英語版）  - شهرستان چرداول - サラーブレ
- ダルシャフル郡（英語版）  - درهشهر - ダルシャフル
- デフロラーン郡（ペルシア語版、英語版）  - دهلران - デフロラーン
- バドレ郡（ペルシア語版、英語版）  - شهرستان بدره - バドレ
- Holeylan County  - شهرستان هلیلان - トウヒード
- Malekshahi County  - شهرستان ملکشاهی - アルクヴァーズ
- メフラーン郡（ペルシア語版、英語版）  - مهران - メフラーン

## エスファハーン州
- アーラーン・ビードゴル郡（ペルシア語版、英語版）  - آران و بیدگل - アーラーン・ビードゴル
- アルデスターン郡（ペルシア語版、英語版）  - اردستان - アルデスターン
- エスファハーン郡 - اصفهان - エスファハーン
- カーシャーン郡（ペルシア語版、英語版）  - کاشان - カーシャーン
- ゴルパーイェガーン郡（ペルシア語版、英語版）  - گلپایگان - ゴルパーイェガーン
- シャーレザー郡（ペルシア語版、英語版）  - شهرضا - シャーレザー
- セミーロム郡（ペルシア語版、英語版）  - سمیرم - セミーロム
- 下セミーロム郡（ペルシア語版、英語版）  - سمیرم سفلی - デハーガーン
- チャーデガーン郡（ペルシア語版、英語版）  - چادگان - チャーデガーン
- ティーラーン・コルーン郡（ペルシア語版、英語版）  - تیران و کرون - ティーラーン
- ナーイーン郡（ペルシア語版、英語版）  - نائین - ナーイーン
- ナジャファーバード郡（英語版）  - نجفآباد - ナジャファーバード
- ナタンズ郡（ペルシア語版、英語版）  - نطنز - ナタンズ
- ハーンサール郡（ペルシア語版、英語版）  - خوانسار - ハーンサール
- ファラーヴァルジャーン郡（ペルシア語版、英語版）  - فلاورجان - ファラーヴァルジャーン
- フェレイダン郡（ペルシア語版、英語版）  - فریدن - ダーラーン
- フェレイドゥーンシャフル郡（ペルシア語版、英語版）  - فریدونشهر - フェレイドゥーンシャフル
- ホメイニーシャフル郡（英語版）  - خمینیشهر - ホメイニーシャフル
- ボルハール・メイメ郡（ペルシア語版、英語版）  - برخوار و میمه - シャーヒーンシャフル
- モバーラケ郡（ペルシア語版、英語版）  - مبارکه - モバーラケ
- レンジャーン郡（ペルシア語版、英語版）  - لنجان - ザッリーンシャフル

## ガズヴィーン州
- アーヴァジュ郡（英語版）  - شهرستان آوج - アーヴァジュ
- アーブイェク郡（ペルシア語版、英語版）  - آبیک - アーブイェク
- アルボルズ郡（ペルシア語版、英語版）  -  البرز - アルヴァンド
- ガズヴィーン郡（ペルシア語版、英語版）  - قزوین - ガズヴィーン
- ターケスターン郡（ペルシア語版、英語版）  - تاکستان - ターケスターン
- ブーイーン・ザフラー郡（英語版）  - بوئینزهرا - ブーイーン・ザフラー

## ギーラーン州
- アースターネイェ・アシュラフィーイェ郡（ペルシア語版、英語版）  - آستانه اشرفیه - アースターネイェ・アシュラフィーイェ
- アースターラー郡（ペルシア語版、英語版）  - آستارا - アースターラー
- アムラシュ郡（ペルシア語版、英語版）  - اَملَش - アムラシュ
- シャフト郡（ペルシア語版、英語版）  - شَفت - シャフト
- スィヤーフキャル郡（ペルシア語版、英語版）  - سیاهکل - スィヤーフキャル
- ソウメエサラー郡（英語版）  - صومعهسرا - ソウメエサラー
- タヴァーレシュ郡（ペルシア語版、英語版）  - طوالش - ハシュトパル
- バンダレ・アンザリー郡（ペルシア語版、英語版）  - بندر انزلی - バンダレ・アンザリー
- フーマン郡（ペルシア語版、英語版）  - فومَن - フーマン
- マーサール郡（ペルシア語版、英語版）  - ماسال - マーサール
- ラーヒージャーン郡（ペルシア語版、英語版）  - لاهیجان - ラーヒージャーン
- ラシュト郡（ペルシア語版、英語版）  - رشت - ラシュト
- ラングルード郡（ペルシア語版、英語版）  - لنگرود - ラングルード
- ルードサル郡（ペルシア語版、英語版）  - رودسر - ルードサル
- ルードバール郡（ペルシア語版、英語版）  - رودبار - ルードバール
- レズヴァーンシャフル郡（ペルシア語版、英語版）  - رضوانشهر - レズヴァーンシャフル

## ケルマーン州
- アンバラーバード郡（ペルシア語版、英語版）  - عنبرآباد - アンバラーバード
- ガルエ・ギャンジュ郡（ペルシア語版、英語版）  - قلعه گنج - ガルエ・ギャンジュ
- キャフヌージュ郡（ペルシア語版、英語版）  - کهنوج - キャフヌージュ
- クーフバナーン郡（ペルシア語版、英語版）  - کوهبنان - クーフバナーン
- ケルマーン郡（ペルシア語版、英語版）  - کرمان - ケルマーン
- ザランド郡（ペルシア語版、英語版）  - زرند - ザランド
- ジーロフト郡  - جیرفت - ジーロフト
- シャフレ・バーバク郡（ペルシア語版、英語版）  - شهر بابک - シャフレ・バーバク
- スィールジャーン郡（ペルシア語版、英語版）  - سیرجان - スィールジャーン
- バーフト郡（ペルシア語版、英語版）  - بافت - バーフト
- バム郡（ペルシア語版、英語版）  - بم - バム
- バルドスィール郡（ペルシア語版、英語版）  -  بردسیر - バルドスィール
- マヌージャーン郡（ペルシア語版、英語版）  - منوجان - マヌージャーン
- ラーヴァル郡（ペルシア語版、英語版）  - راور - ラーヴァル
- ラフサンジャーン郡（ペルシア語版、英語版）  - رفسنجان - ラフサンジャーン
- 南ルードバール郡（ペルシア語版、英語版）  - رودبار جنوب - ルードバール

## ケルマーンシャー州
- 西エスラーマーバード郡（英語版）  - اسلامآباد غرب - 西エスラーマーバード
- ガスレ・シーリーン郡（ペルシア語版、英語版）  - قصر شیرین - ガスレ・シーリーン
- 西ギーラーン郡（ペルシア語版、英語版）  - گیلان غرب - 西ギーラーン
- キャンガーヴァル郡（ペルシア語版、英語版）  - کنگاور - キャンガーヴァル
- ケルマーンシャー郡（ペルシア語版、英語版）  - کرمانشاه - ケルマーンシャー
- サフネ郡（ペルシア語版、英語版）  - صحنه - サフネ
- サレポレゾハーブ郡（ペルシア語版、英語版）  - سرپل ذهاب - サレポレゾハーブ
- ジャヴァーンルード郡（ペルシア語版、英語版）  - جوانرود - ジャヴァーンルード
- ソラーセ・バーバージャーニー郡（ペルシア語版、英語版）  - ثلاث باباجانی - ターゼアーバード
- ソンゴル郡（ペルシア語版、英語版）  - سنقر - ソンゴル
- ダーラーフー郡（ペルシア語版、英語版）  - دالاهو - 西ケランド
- パーヴェ郡（ペルシア語版、英語版）  - پاوه - パーヴェ
- ハルスィーン郡（ペルシア語版、英語版）  - هرسین - ハルスィーン
- ラヴァーンサル郡（ペルシア語版、英語版）  - روانسر - ラヴァーンサル

## コフギールーイェ・ブーイェル＝アフマド州
- コフギールーイェ郡（ペルシア語版、英語版）  - کهگیلویه - デフダシュト
- ギャチュサーラーン郡（ペルシア語版、英語版）  - گچساران - ドゴンバダーン
- デナー郡（ペルシア語版、英語版）  - دنا - スィーサフト
- バフマイー郡（ペルシア語版、英語版）  -  بهمئی - リーキャク
- ブーイェル＝アフマド郡（ペルシア語版、英語版）  - بویراحمد - ヤースージュ

## ゴム州
- ゴム郡  - قم - ゴム

## コルデスターン州
- カームヤーラーン郡  - کامیاران - カームヤーラーン
- ゴルヴェ郡  - قروه - ゴルヴェ
- サッゲズ郡  - سقز - サッゲズ
- サナンダジュ郡  - سنندج - サナンダジュ
- サルヴァーバード郡  - سروآباد - サルヴァーバード
- ディーヴァーンダッレ郡  - دیواندره - ディーヴァーンダッレ
- デフゲラーン郡  - دهگلان - デフゲラーン
- バーネ郡  - بانه - バーネ
- ビージャール郡  - بیجار - ビージャール
- マリーヴァーン郡  - مریوان - マリーヴァーン

## ゴレスターン州
- アーグガラー郡（英語版）  -  آققلا - アーグガラー
- アーザードシャフル郡（ペルシア語版、英語版）  - آزادشهر - アーザードシャフル
- アリーアーバード郡（英語版）  - علیآباد - アリーアーバード
- キャラーレ郡（ペルシア語版、英語版）  - کلاله - キャラーレ
- ゴルガーン郡（ペルシア語版、英語版）  - گرگان - ゴルガーン
- コルドクーイ郡（ペルシア語版、英語版）  - کردکوی - コルドクーイ
- ゴンバデ・カーヴース郡（ペルシア語版、英語版）  - گنبد کاووس - ゴンバデ・カーヴース
- バンダレ・ギャズ郡（ペルシア語版、英語版）  - بندر گز - バンダレ・ギャズ
- バンダレ・トルキャマン郡（ペルシア語版、英語版）  - ترکمن - バンダレ・トルキャマン
- ミーヌーダシュト郡（ペルシア語版、英語版）  - مینودشت - ミーヌーダシュト
- ラーミヤーン郡（ペルシア語版、英語版）  - رامیان - ラーミヤーン

## ザンジャーン州
- アブハル郡（ペルシア語版、英語版）  - ابهر - アブハル
- イージュルード郡（ペルシア語版、英語版）  -  ایجرود - ザッリーナーバード
- ザンジャーン郡（ペルシア語版、英語版）  - زنجان - ザンジャーン
- ターロム郡（ペルシア語版、英語版）  - طارم - アーブバル
- ホダーバンデ郡（ペルシア語版、英語版）  - خدابنده - ゲイダール
- ホッラムダッレ郡（ペルシア語版、英語版）  - خرمدره - ホッラムダッレ
- マーフネシャーン郡（ペルシア語版、英語版）  - ماهنشان - マーフネシャーン

## スィースターン・バルーチェスターン州
- イーラーンシャフル郡（ペルシア語版、英語版）  - ایرانشهر - イーラーンシャフル
- ガスルカンド郡（英語版）  - شهرستان قصرقند - ガスルカンド
- コナーラク郡（ペルシア語版、英語版）  -  کنارک - コナーラク
- ゴルシャーン郡  - شهرستان گلشن - ジャールグ
- ザーヘダーン郡（ペルシア語版、英語版）  - زاهدان - ザーヘダーン
- ザーボル郡  - زابل - ザーボル
- サラーヴァーン郡（ペルシア語版、英語版）  - سراوان - サラーヴァーン
- サルバーズ郡（ペルシア語版、英語版）  - سرباز - ラースク
- Sib and Suran County - شهرستان سیب و سوران - スーラーン
- ゼハク郡（ペルシア語版、英語版）  - زهک - ゼハク
- Dashtiari County - شهرستان دشتیاری - ネゴウル
- タフターン郡 - شهرستان تفتان - ヌーカーバード
- ダルガーン郡（ペルシア語版、英語版）  - دلگان - ゴルムールティー
- チャーバハール郡（ペルシア語版、英語版）  - چابهار - チャーバハール
- ニークシャフル郡（ペルシア語版、英語版）  - نیکشهر - ニークシャフル
- ニームルーズ郡（英語版）  - شهرستان نیمروز - アディーミー
- ハーシュ郡（ペルシア語版、英語版）  - خاش - ハーシュ
- バンプール郡（英語版）  - شهرستان بمپور - バンプール
- ハンムーン郡（英語版）  - شهرستان هامون - モハンマダーバード
- ヒルマンド郡（英語版）  - شهرستان هیرمند - Dust Mohammad
- ファンヌージュ郡（英語版）  - شهرستان فنوج - ファンヌージュ
- ミールジャーヴェ郡（英語版）  - شهرستان میرجاوه - ミールジャーヴェ
- メヘレスターン郡（英語版） - شهرستان مهرستان - ザーボリー
- ラースク郡  - شهرستان راسک - ラースク

## セムナーン州
- ギャルムサール郡（ペルシア語版、英語版）  - گرمسار - ギャルムサール
- シャールード郡（ペルシア語版、英語版）  - شاهرود - シャールード
- セムナーン郡（ペルシア語版、英語版）  - سمنان - セムナーン
- ダームガーン郡（ペルシア語版、英語版）  - دامغان - ダームガーン
- マフディーシャフル郡（ペルシア語版、英語版）  - مهدیشهر - マフディーシャフル

## チャハールマハール・バフティヤーリー州
- アルダル郡（ペルシア語版、英語版）  - اردل - アルダル
- クーフラング郡（ペルシア語版、英語版）  - کوهرنگ - チェルゲルド
- シャフレ・コルド郡（ペルシア語版、英語版）  - شهرکرد - シャフレ・コルド
- ファールサーン郡（ペルシア語版、英語版）  - فارسان - ファールサーン
- ボルージェン郡（ペルシア語版、英語版）  -  بروجن - ボルージェン
- ロルデガーン郡（ペルシア語版、英語版）  - لردگان - ロルデガーン

## テヘラン州
- ヴァラーミーン郡（ペルシア語版、英語版）  - ورامین - ヴァラーミーン
- エスラームシャフル郡（ペルシア語版、英語版）  - اسلامشهر - エスラームシャフル
- シェミーラーナート郡（ペルシア語版、英語版）  - شمیرانات - ラヴァーサーン
- シャフリヤール郡（ペルシア語版、英語版）  - شهریار - シャフリヤール
- ダマーヴァンド郡（ペルシア語版、英語版）  - دماوند - ダマーヴァンド
- テヘラン郡（ペルシア語版、英語版）  - تهران - テヘラン
- パークダシュト郡（ペルシア語版、英語版）  - پاکدشت - パークダシュト
- フィールーズクーフ郡（ペルシア語版、英語版）  - فیروزکوه - フィールーズクーフ
- レイ郡（ペルシア語版、英語版）  - ری - レイ
- ロバートキャリーム郡（ペルシア語版、英語版）  - رباطکریم - ロバートキャリーム

## ハマダーン州
- アサダーバード郡（ペルシア語版、英語版）  - اسدآباد - アサダーバード
- キャブーダラーハング郡（ペルシア語版、英語版）  - کبودرآهنگ - キャブーダラーハング
- トゥーイセルカーン郡（ペルシア語版、英語版）  - تویسرکان - トゥーイセルカーン
- ナハーヴァンド郡（ペルシア語版、英語版）  - نهاوند - ナハーヴァンド
- バハール郡（ペルシア語版、英語版）  - بهار - バハール
- ハマダーン郡（ペルシア語版、英語版）  - همدان - ハマダーン
- マラーイェル郡（ペルシア語版、英語版）  - ملایر - マラーイェル
- ラザン郡（ペルシア語版、英語版）  - رزن - ラザン

## ファールス州
- アーバーデ郡  - آباده - アーバーデ
- アルサンジャーン郡  - ارسنجان - アルサンジャーン
- エヴァズ郡 - エヴァズ
- エグリード郡  - اقلید - エグリード
- エスタフバーン郡  - استهبان - エスタフバーン
- カーゼルーン郡  - کازرون - カーゼルーン
- ギール・カルズィーン郡  - قیر و کارزین - ギール
- キャヴァール郡 - キャヴァール
- Kuhchenar County - ガーエミーイェ
- ゲラーシュ郡（ペルシア語版、英語版） - ゲラーシュ
- Sarchehan County - コッレイー
- サルヴェスターン郡 - サルヴェスターン
- ザルガーン郡 - ザルガーン
- ザッリーンダシュト郡（英語版）  - زریندشت - ハージーアーバード
- シーラーズ郡（ペルシア語版、英語版）  - شیراز - シーラーズ
- ジャフロム郡  - جهرم - ジャフロム
- セピーダーン郡  - سپیدان - アルダカーン
- ダーラーブ郡（ペルシア語版、英語版）  - داراب - ダーラーブ
- ネイリーズ郡（ペルシア語版、英語版）  - نیریز - ネイリーズ
- パーサールガード郡（ペルシア語版、英語版）  - پاسارگاد - サアーダトシャフル
- Khafr County - バーブ・アナール
- ハラーメ郡 - ハラーメ
- ファサー郡  - فسا - ファサー
- ファッラーシュバンド郡（ペルシア語版、英語版）  - فراشبند - ファッラーシュバンド
- フィールーザーバード郡  - فیروزآباد - フィールーザーバード
- Bakhtegan County - アーバーデイェ・タシュク
- ベイザー郡  - ベイザー
- ボヴァーナート郡  - بوانات - ボヴァーナート
- ホッラムビード郡（英語版）  - خرمبید - サファーシャフル
- ホンジュ郡（ペルシア語版、英語版）  - خنج - ホンジュ
- ママッサーニー郡（ペルシア語版、英語版）  - ممسنی - ヌーラーバード
- マルヴダシュト郡（ペルシア語版、英語版）  - مرودشت - マルヴダシュト
- モフル郡  - مهر - モフル
- ラーメルド郡  - لامِرد - ラーメルド
- ラーレスターン郡  - لارستان - ラール
- ロスタム郡  - マスィーリー

## ブーシェフル州
- アサルーイェ郡（ペルシア語版、英語版） - アサルーイェ
- ジャム郡（ペルシア語版、英語版）  - جم - ジャム
- ダシュティー郡（ペルシア語版、英語版）  - دشتی - ホルムージュ
- ダシュテスターン郡（ペルシア語版、英語版）  - دشتستان - ボラーズジャーン
- タンゲスターン郡（ペルシア語版、英語版）  - تنگستان - アフラム
- バンダレ・ギャナーヴェ郡（ペルシア語版、英語版）  - بندر گناوه - バンダレ・ギャナーヴェ
- バンダレ・コンガーン郡（ペルシア語版、英語版）  - بندر کنگان - バンダレ・コンガーン
- バンダレ・ダイイェル郡（ペルシア語版、英語版）  - بندر دیر - バンダレ・ダイイェル
- バンダレ・デイラム郡（英語版）  - بندر دیلم - バンダレ・デイラム
- バンダレ・ブーシェフル郡（ペルシア語版、英語版）  - بندر بوشهر - ブーシェフル

## フーゼスターン州
- アーバーダーン郡（ペルシア語版、英語版）  - آبادان - アーバーダーン
- アフヴァーズ郡（ペルシア語版、英語版）  - اهواز - アフヴァーズ
- アンディーメシュク郡（ペルシア語版、英語版）  - اندیمشک - アンディーメシュク
- イーゼ郡（ペルシア語版、英語版）  - ایذه - イーゼ
- オミーディーイェ郡（ペルシア語版、英語版）  - امیدیه - オミーディーイェ
- ギャトヴァンド郡（ペルシア語版、英語版）  - گتوند - ギャトヴァンド
- シャーデガーン郡（ペルシア語版、英語版）  - شادگان - シャーデガーン
- シューシュ郡（ペルシア語版、英語版）  - شوش - シューシュ
- シューシュタル郡（ペルシア語版、英語版）  - شوشتر - シューシュタル
- ダシュテ・アーザーデガーン郡 - دشت آزادگان - スーサンゲルド
- デズフール郡（ペルシア語版、英語版）  - دزفول - デズフール
- バーグマレク郡（ペルシア語版、英語版）  - باغملک - バーグマレク
- バンダレ・マーフシャフル郡（ペルシア語版、英語版）  - بندر ماهشهر - バンダレ・マーフシャフル
- ベフバハーン郡（ペルシア語版、英語版）  - بهبهان - ベフバハーン
- ヘンディージャーン郡（ペルシア語版、英語版）  - هندیجان - ヘンディージャーン
- ホッラムシャフル郡（ペルシア語版、英語版）  - خرمشهر - ホッラムシャフル
- マスジェデ・ソレイマーン郡（ペルシア語版、英語版）  - مسجد سلیمان - マスジェデ・ソレイマーン
- ラームシール郡（ペルシア語版、英語版）  - رامشیر - ラームシール
- ラームホルモズ郡（ペルシア語版、英語版）  - رامهرمز - ラームホルモズ
- ラーリー郡（ペルシア語版、英語版）  - لالی - ラーリー

## 北ホラーサーン州
- エスファラーイェン郡（ペルシア語版、英語版）  - اسفراین - エスファラーイェン
- シールヴァーン郡（ペルシア語版、英語版）  - شیروان - シールヴァーン
- ジャージャルム郡（ペルシア語版、英語版）  - جاجرم - ギャルメ・ジャージャルム
- ファールージュ郡（ペルシア語版、英語版）  - فاروج - ファールージュ
- ボジュヌールド郡（ペルシア語版、英語版）  -  بجنورد - ボジュヌールド
- マーネ・サマーガーン郡（ペルシア語版、英語版）  - مانه و سملقان - アーシュハーネ

## ラザヴィー・ホラーサーン州
- カシュマール郡（ペルシア語版、英語版）  - کاشمر - カシュマール
- キャラート郡（ペルシア語版、英語版）  - کلات - キャラート
- グーチャーン郡（ペルシア語版、英語版）  - قوچان - グーチャーン
- Kuhsorkh County  - شهرستان کوهسرخ - リーヴァシュ
- ゴナーバード郡（ペルシア語版、英語版）  - گناباد - ゴナーバード
- ゴルバハール郡（英語版）  - شهرستان گلبهار - ゴルバハール
- Zaveh County  - شهرستان زاوه - ドウラターバード
- サブゼヴァール郡（ペルシア語版、英語版）  - سبزوار - サブゼヴァール
- サラフス郡  - سرخس - サラフス
- サーレハーバード郡（英語版）  - شهرستان صالح‌آباد - サーレハーバード
- シェシュタマド郡（英語版）  - شهرستان ششتمد - シェシュタマド
- ジャガターイ郡  - شهرستان جغتای - ジャガターイ
- ジョヴェイン郡  - شهرستان جوین - ノガーブ
- Khoshab County  - شهرستان خوشاب - ソルターナーバード
- ターイバード郡（ペルシア語版、英語版）  - تایباد - ターイバード
- ダーヴァルザン郡（英語版）  - شهرستان داورزن - ダーヴァルザン
- ダルギャズ郡（ペルシア語版、英語版）  - درگز - ダルギャズ
- チェナーラーン郡（ペルシア語版、英語版）  - چناران - チェナーラーン
- トルガベ・シャンディズ郡（英語版）  - شهرستان طرقبه شاندیز - トルガベ
- トルバテ・ジャーム郡（ペルシア語版、英語版）  - تربت جام - トルバテ・ジャーム
- トルバテ・ヘイダリーイェ郡（ペルシア語版、英語版）  - تربت حیدریه - トルバテ・ヘイダリーイェ
- ネイシャーブール郡（ペルシア語版、英語版）  - نیشابور - ネイシャーブール
- バジェスターン郡（英語版）  - شهرستان بجستان - バジェスターン
- バーハルズ郡（英語版）  - شهرستان باخرز - バーハルズ
- ハーフ郡（ペルシア語版、英語版）  - خواف - ハーフ
- ハリーラーバード郡（英語版）  - خلیلآباد - ハリーラーバード
- バルデスキャン郡  - بردسکن - バルデスキャン
- ファリーマーン郡（ペルシア語版、英語版）  - فریمان - ファリーマーン
- フィールーゼ郡（英語版）  - شهرستان فیروزه - フィールーゼ
- Zeberkhan County  - شهرستان زبرخان - ガダムガーフ
- マシュハド郡（ペルシア語版、英語版）  - مشهد - マシュハド
- マフヴェラート郡（ペルシア語版、英語版）  - مه ولات - フェイザーバード
- ラシュトハール郡（ペルシア語版、英語版）  - رشتخوار - ラシュトハール

## 南ホラーサーン州
- ガーエナート郡（ペルシア語版、英語版）  - قائنات - ガーエン
- ダルミヤーン郡（ペルシア語版、英語版）  - درمیان - アサディーイェ
- サルビーシェ郡（ペルシア語版、英語版）  - سربیشه - サルビーシェ
- サラーヤーン郡（ペルシア語版、英語版）  - سرایان - サラーヤーン
- タバス郡（ペルシア語版、英語版）  - طبس - タバス
- ネフバンダーン郡（ペルシア語版、英語版）  - نهبندان - ネフバンダーン
- ビールジャンド郡（ペルシア語版、英語版）  - بیرجند - ビールジャンド
- フェルドウス郡（ペルシア語版、英語版）  - فردوس - フェルドウス

## ホルモズガーン州
- アブームーサー郡（ペルシア語版、英語版）  - ابوموسی - アブームーサー
- ガーヴバンディー郡（ペルシア語版、英語版）  - گاوبندی - ガーヴバンディー
- ゲシュム郡（ペルシア語版、英語版）  - قشم - ゲシュム
- ハージーアーバード郡（英語版）  - حاجیآباد - ハージーアーバード
- バスタク郡（ペルシア語版、英語版）  - بستک - バスタク
- ハミール郡（ペルシア語版、英語版）  - خمیر - バンダレ・ハミール
- バンダレ・アッバース郡（ペルシア語版、英語版）  - بندر عباس - バンダレ・アッバース
- バンダレ・ジャースク郡（ペルシア語版、英語版）  - جاسک - バンダレ・ジャースク
- バンダレ・レンゲ郡  - بندر لنگه - バンダレ・レンゲ
- ミーナーブ郡（ペルシア語版、英語版）  - میناب - ミーナーブ
- ルーダーン郡（ペルシア語版、英語版）  - رودان (دهبارز) - デヘ・バールズ

## マーザンダラーン州
- アーモル郡（ペルシア語版、英語版）  - آمل - アーモル
- ガーエムシャフル郡（ペルシア語版、英語版）  - قائمشهر - ガーエムシャフル
- ギャルーガーフ郡（ペルシア語版、英語版）  - گلوگاه - ギャルーガーフ
- サーリー郡（ペルシア語版、英語版）  - ساری - サーリー
- サヴァドクーフ郡（ペルシア語版、英語版）  - سوادکوه - ポルセフィード
- ジューイバール郡（ペルシア語版、英語版）  - جویبار - ジューイバール
- チャールース郡（ペルシア語版、英語版）  - چالوس - チャールース
- トネカーボン郡（ペルシア語版、英語版）  - تنکابن - トネカーボン
- ヌール郡（ペルシア語版、英語版）  - نور - ヌール
- ネカー郡（ペルシア語版、英語版）  - نکا - ネカー
- ノウシャフル郡（ペルシア語版、英語版）  - نوشهر - ノウシャフル
- バーボル郡（ペルシア語版、英語版）  - بابل - バーボル
- バーボルサル郡（ペルシア語版、英語版）  - بابلسر - バーボルサル
- ベフシャフル郡（ペルシア語版、英語版）  - بهشهر - ベフシャフル
- マフムーダーバード郡（ペルシア語版、英語版）  - محمودآباد - マフムーダーバード
- ラームサル郡（ペルシア語版、英語版）  - رامسر - ラームサル

## マルキャズィー州
- アーシュティヤーン郡（ペルシア語版、英語版）  - آشتیان - アーシュティヤーン
- アラーク郡（ペルシア語版、英語版）  - اراک - アラーク
- コミージャーン郡（ペルシア語版、英語版）  - کمیجان - コミージャーン
- サーヴェ郡（ペルシア語版、英語版）  - ساوه - サーヴェ
- ザランディーイェ郡（ペルシア語版、英語版）  - زرندیه - マームーニーイェ
- シャーザンド郡（ペルシア語版、英語版）  - شازند - シャーザンド
- タフレシュ郡（ペルシア語版、英語版）  - تفرش - タフレシュ
- デリージャーン郡（ペルシア語版、英語版）  - دلیجان - デリージャーン
- ホメイン郡（英語版）  - خمین - ホメイン
- マハッラート郡（ペルシア語版、英語版）  - محلات - マハッラート

## ヤズド州
- アバルクーフ郡  - ابرکوه - アバルクーフ
- アルダカーン郡  -  اردکان - アルダカーン
- アシュケザル郡（ペルシア語版、英語版）  - اشكذر - アシュケザル
- タフト郡  - تفت - タフト
- ハータム郡  - خاتم - ヘラート
- バーフグ郡  - بافق - バーフグ
- バハーバード郡  - بهاباد - バハーバード
- メイボド郡  - مِیبُد - メイボド
- メフリーズ郡  - مهریز - メフリーズ
- ヤズド郡  - یزد - ヤズド

## ロレスターン州
- アズナー郡（ペルシア語版、英語版）  - ازنا - アズナー
- アリーグーダルズ郡（ペルシア語版、英語版）  -  الیگودرز - アリーグーダルズ
- クーフダシュト郡（ペルシア語版、英語版）  - کوهدشت - クーフダシュト
- サルサレ郡（ペルシア語版、英語版）  - سلسله - アラシュタル
- デルファーン郡（ペルシア語版、英語版）  - دلفان - ヌーラーバード
- ドルード郡（ペルシア語版、英語版）  - دورود - ドルード
- ホッラマーバード郡（英語版）  - خرمآباد - ホッラマーバード
- ボルージェルド郡（ペルシア語版、英語版）  - بروجرد - ボルージェルド
- ポレドフタル郡（ペルシア語版、英語版）  - پلدختر - ポレドフタル